# Écoyeux
Écoyeux är en kommun i departementet Charente-Maritime i regionen Nouvelle-Aquitaine i västra Frankrike. Kommunen ligger  i kantonen Burie som ligger i arrondissementet Saintes. År 2022 hade Écoyeux 1 380 invånare.

## Befolkningsutveckling
Antalet invånare i kommunen Écoyeux
Referens:INSEE